# Ếch cây hoàng liên
Ếch cây hoàng liên (tên khoa học Rhacophorus hoanglienensis) là một loài ếch trong họ Ếch cây. Loài này có ở Việt Nam và có thể cả Trung Quốc.
Môi trường sống tự nhiên của chúng là các khu rừng vùng núi ẩm nhiệt đới hoặc cận nhiệt đới. Chúng đang bị đe dọa do mất môi trường sống. 